# Edward Sawicki
Edward Sawicki (ur. 1833 w Pieniakach, zm. 13 października 1924 we Lwowie) – polski lekarz chirurg, neurolog i psychiatra. 
Pracował w Zakładzie dla Chorych Umysłowych na Kulparkowie. Konsultant psychiatrii na całą Galicję, pierwszy na terenie Polski Privatdozent psychiatrii.